# Bezirk Wandsbek
Wandsbek er et bezirk (distrikt) i det nordøstlige hjørne af den tyske bystat Hamborg med omkring 411.000 indbyggere (2008). Til 1864 var området dansk.
Bezirket har fået navn efter området med samme navn (32.544 indbyggere) i dets sydvestlige hjørne ind mod Hamborgs centrum, som var en selvstændig by i den preussiske provins Slesvig-Holsten frem til Loven om Stor-Hamborg fra 1937.
Wandsbek var tidligere formelt en kredsstad i kredsen Stormarn i den preussiske provins Slesvig-Holsten, beliggende ved et tilløb til Alster, og stødte mod vest op til Hamborg. Staden havde i 1925 39.541 indbyggere, gymnasium, Wandsbek-Rank, en betydelig industri: lak-, sprit-, chokolade- og cigarfabrikation samt store hestemarkeder.

## Historie
Endnu i 1296 var Wandsbek en landsby, hvori klosteret Harvstehude havde tjenere. I 1528 overdrog kong Frederik I det til borgmesteren i Hamborg Dr. Salzburger. I 1557 blev Wandsbek overdraget af hertug Adolph von Holstein til kansleren Adam Traziger, som i 1564 solgte det til statholderen Henrik Rantzau, som lod bygge et slot, som han kaldte Wandesburg. Hertil kom i 1597 Tycho Brahe og fik her mulighed for at foretage astronomiske observationer. Efter Heinrich Rantzaus død overgik slottet til hans søn Breide Rantzau, som i 1614 solgte det til Christian IV, der forpagtede det bort, senest i 1641 til grev C. von Pentz mod dennes andel af byen Lütjenburg.
I 1737 købte kong Christian VI godset som overdrog det til markgreve Friedrich Christian af Brandenborg-Culmbach til bolig.
Wandsbek udviklede sig som en flække under godset Wandsbek i den kongelige del af Holsten. Her fik jøder allerede fra 17. århundrede et fristed og blandt andet lov til at bygge en synagoge. Byens privilegium for bankfolk blev dog ophævet af Frederik V i 1754.
I 1762 solgte kong Frederik V godset til geheimeråd H.C.Schimmelmann, der lod foretage en større ombygning og oprettede et fideikommis. Efter hans død overgik det til sønnen grev Christian Schimmelmann, der efter en delvis ophævelse af fideikommisset i 1807 lod flækken Wandsbek udskille, men beholdt hovedgården.
Kirken blev påbegyndt i 1634 og fik i året 1800 et tårn.
Digteren Johann Heinrich Voss boede i byen 1776-1778.
Fra 1838 blev oprettet et toldsted i byen.
I 1855 fandtes i byen blandt andet 2 katuntrykkerier, 2 hattemanufakturer, 1 kemisk fabrik, 2 lysefabrikker, 1 chokoladefabrik, flere tobaksfabrikker, 1 gærfabrik, 1 silkespinderi, 1 uldmanufaktur med mere. Byen havde 26 handlende, brændevinsbrændere, ølbryggere, apotek og bogtrykkeri, siden 1820 en sparekasse. Byen havde en drengeskole, en pigeskole, 2 grundskoler og 2 private pigeskoler.
Wandsbeck havde 3.020 indbyggere i 1835, 3.127 indbyggere i 1840, 4.167 indbyggere i 1845, 5.010 indbyggere i 1855 og 6.001 indbyggere i 1860.

## Kendte personer
I et nærliggende slot, der i slutningen af 16. århundrede tilhørte den lærde Henrik Rantzau, opholdt Tycho Brahe sig en tid efter at have forladt kongeriget. Her genoptog han sine astronomiske observationer i slottets tårn, og han fik også besøg her af astronomen David Fabricius.
I 1768 blev kong Christian VIIs elskerinde Anna Cathrine Benthagen forvist til Wandsbek, hvor hun opholdt sig i et par år.
Digteren Matthias Claudius flyttede til Wandsbek i 1771 og blev gravlagt på kirkegården bag Kristuskirken.
Storkøbmand Heinrich Carl von Schimmelmann lod i slutningen af 1700-tallet opføre Schloss Wandsbek på fundamentet af Rantzaus slot. Han blev senere begravet i byen.
Foran Wandsbek rådhus blev der i 2006 opsat buster til minde om Henrik Rantzau, Tycho Brahe og Schimmelmann. På grund af sidstnævntes involvering i slavehandelen blev hans buste dog fjernet i 2008.

## Tallotteriet
Wandsbek var et af tre steder i den danske stat, hvor tallotteriet blev udtrukket; heraf talemåden "det gælder til Wandsbek"; oprindelig brugt om de i Wandsbek udtrukne numre, der ikke gjaldt i København.